# Пономаренко, Александр Сергеевич (конструктор)
Александр Сергеевич Пономаре́нко (1906—1977) — советский конструктор вооружений.

## Биография
Родился 10 (23 августа) 1906 года в Киеве (ныне Украина). Украинец. Окончил рабфак МСХА имени К. А. Тимирязева, три курса Московского института механизации и электрификации сельского хозяйства имени В. М. Молотова.
С 1937 года старший конструктор НИИ-3 по разработке систем реактивной артиллерии (артиллерии залпового огня). Член ВКП(б).
Один из создателей «Катюши», в составе группы (А. С. Пономаренко, Д. А. Шитов, В. А. Артемьев, Л. Э. Шварц и Е. С. Петров) усовершенствовал конструкцию 132-мм снарядов. Новый снаряд получил название М-13.
С сентября 1941 по декабрь 1967 года служил в РККА.
Участник войны, начальник огнеметной команды стрелкового полка, Калининский фронт. Тяжело ранен 23 февраля 1942 года. После излечения служил в Управлении вооружения гвардейских минометных частей: старший техник отделения, помощник начальника планового отделения, с ноября 1943 начальник 4-го отделения; с августа 1944 начальник чертежного отделения, с января 1945 начальник 4-го отдела Управления вооружения гвардейских минометных частей.
После войны — на различных военно-инженерных должностях, до 1957 года — в Главном артиллерийском управлении ВС. Подполковник (1951).
Умер 13 августа 1977 года в Москве.

## Награды и премии
- Сталинская премия II степени (14 марта 1941) — за изобретение по вооружению самолётов
- орден Отечественной войны II степени (1945)
- два ордена Красной Звезды (18 ноября 1944, 1955)
- медали